# Corpo di Assistenza Femminile
Il Corpo di Assistenza Femminile, o CAF, fu fondato nel cosiddetto Regno del Sud nel giugno 1944, durante la seconda guerra mondiale, e dispiegato nelle retrovie delle armate alleate e del modesto Esercito Cobelligerante Italiano. Nacque su sollecitazione anglo-statunitense e si basò sull'esperienza delle forze militari occidentali.
Le cosiddette "Cafine", di età compresa fra i 21 e i 50 anni, prestavano servizio volontario per dodici mesi; non percepivano un vero stipendio ma un'indennità e avevano diritto all'alloggio, a un'uniforme e al vitto gratuito. Soggette alla disciplina militare e dipendenti dal Ministero della Guerra, erano loro applicate le disposizioni vigenti per il normale personale militare. Il grado era uguale per tutte (sottotenente) e il corpo aveva una semplice gerarchia: ispettrice, le vice-ispettrice, capogruppo e gregarie.